# Catocyclotis adelina
Catocyclotis adelina är en fjärilsart som beskrevs av Butler 1872. Catocyclotis adelina ingår i släktet Catocyclotis och familjen Riodinidae. Inga underarter finns listade i Catalogue of Life.